# Лень (кантон)
Лень (фр. Laignes) — кантон во Франции, находится в регионе Бургундия. Департамент кантона — Кот-д’Ор. Входит в состав округа Монбар. Население кантона на 2006 год составляло 3263 человека.
Код INSEE кантона — 2118. Всего в кантон Лень входят 21 коммуна, из них главной коммуной является Лень.

## Коммуны кантона
- Бало — население 91 чел.
- Биссе-ла-Пьер — население 81 чел.
- Буи — население 167 чел.
- Серийи — население 246 чел.
- Шанне — население 67 чел.
- Эте — население 88 чел.
- Фонтен-ле-Сеш — население 42 чел.
- Гризель — население 72 чел.
- Лень — население 878 чел.
- Ларре — население 92 чел.
- Марсне — население 114 чел.
- Молем — население 225 чел.
- Нель-э-Массуль — население 89 чел.
- Нисе — население 139 чел.
- Плане — население 81 чел.
- Пуансон-ле-Ларре — население 200 чел.
- Пюи — население 139 чел.
- Савуази — население 226 чел.
- Вердонне — население 86 чел.
- Верто — население 53 чел.
- Вильдьё — население 87 чел.